# Sutton St Michael
Sutton St Michael – wieś w Anglii, w hrabstwie Herefordshire, w civil parish Sutton. Leży 6 km od miasta Hereford. W 1851 roku parish liczyła 83 mieszkańców.